# Aspalide
Nella mitologia greca,  Aspalide  era il nome della figlia di Argeo.

## Il mito
Aspalide sorella di Astigite, aveva grazie alla sua bellezza suscitato le voglie di un ricco signore del luogo, Melisteo. Altre fonti dicono il tiranno Tartaro. Non riuscendo a resistere Melisteo inviò dei soldati nel cuore della notte per rapirla, ma la ragazza riuscendo a scoprire cosa stesse per accadere scelse di uccidersi impiccandosi.
La ragazza venne vendicata dal fratello e al suo corpo gli furono attribuiti onori divini.

### Fonti
- Antonino Liberale, Metamorfosi

### Moderna
- Angela Cerinotti, Miti greci e di roma antica, Prato, Giunti, 2005, ISBN 88-09-04194-1.
- Anna Ferrari, Dizionario di mitologia, Litopres, UTET, 2006, ISBN 88-02-07481-X.
- Anna Maria Carassiti, Dizionario di mitologia classica, Roma, Newton, 2005, ISBN 88-8289-539-4.
- Eva Cantarella, Itaca, 2002.